# Justin Edwards (basket-ball, 1992)
Justin Edwards, né le 31 octobre 1992 à Whitby en Ontario, est un joueur canadien de basket-ball. Il évolue au poste d'arrière.

## Biographie
Au mois de juillet 2020, il s'engage pour une saison avec l'U-BT Cluj-Napoca en première division roumaine.
Le 25 mars 2024, il rejoint le Club africain et disputé son premiere match le 27 mars 2024 contre l'Étoile sportive goulettoise. Le 7 juillet 2024, il quitte l'équipe après dix-huit matchs (quinze au championnat et trois au Coupe de Tunisie).

## Palmarès
- Champion de Hongrie ; 2017
- Coupe de Hongrie : 2017
- Coupe de Tunisie : 2024

### Distinctions personnelles
- Championnat de Hongrie All Star : 2017